# Nadine Fähndrich
Nadine Fähndrich (* 16. Oktober 1995 in Schwarzenberg) ist eine Schweizer Skilangläuferin.

## Werdegang
Fähndrich, die für den SC Horw startet, nahm von 2010 bis 2015 an U18- und U20-Rennen im Alpencup teil. Dabei belegte sie in der Saison 2013/14 den zweiten Platz und 2014/15 den achten Rang in der U20-Gesamtwertung. Bei den Olympischen Jugend-Winterspielen 2012 in Innsbruck kam sie auf den zehnten Platz über 5 km klassisch, auf den siebten Rang im Sprint und den vierten Platz in der Mixed-Staffel. Im Januar 2014 wurde sie Schweizer Meisterin über 5 km und Zweite in der Verfolgung. Im folgenden Jahr belegte sie in der Verfolgung den zweiten Platz und im Teamsprint und über 5 km jeweils den dritten Rang. Ihr erstes Weltcuprennen lief sie im Dezember 2015 in Davos, welches sie auf dem 22. Platz im Sprint beendete und damit auch ihre ersten Weltcuppunkte holte. Es folgten drei Starts bei Weltcupsprints. Dabei holte sie bei allen Rennen Weltcuppunkte. In der zweiten Saisonhälfte startete sie im Alpencup. Dabei gewann sie zwei Rennen und kam einmal auf den zweiten Rang und erreichte damit Platz neun in der Gesamtwertung des Alpencups. Bei den U23-Skiweltmeisterschaften 2016 in Râșnov gewann sie die Silbermedaille im Sprint. Im März 2016 wurde sie Schweizer Meisterin im Sprint.
Nach Platz 47 bei der Weltcup-Minitour in Lillehammer zu Beginn der Saison 2016/17 errang Fähndrich beim Alpencup in Goms den dritten Platz im Sprint. Beim Saisonhöhepunkt, den nordischen Skiweltmeisterschaften 2017 in Lahti, belegte sie jeweils den 25. Platz über 10 km klassisch und im Sprint und jeweils den siebten Rang mit der Staffel und zusammen mit Laurien van der Graaff im Teamsprint. Zum Saisonende kam sie beim Weltcup-Final in Québec auf den 30. Platz und erreichte den 35. Platz im Gesamtweltcup, den 21. Rang im Sprintweltcup und den dritten Platz im U23-Weltcup. Bei den Schweizer Meisterschaften 2017 in Val Müstair wurde sie Meisterin im Sprint und Zweite über 30 km klassisch. Zu Beginn der Saison 2017/18 belegte sie den 53. Platz beim Ruka Triple und den 19. Rang bei der Tour de Ski 2017/18. Bei den U23-Skiweltmeisterschaften 2018 in Goms holte sie die Bronzemedaille über 10 km klassisch und die Silbermedaille im Sprint. Ihre besten Ergebnisse bei den Olympischen Winterspielen 2018 in Pyeongchang waren der 20. Platz im Sprint und der vierte Rang zusammen mit Laurien van der Graaff im Teamsprint. Zum Saisonende errang sie den 28. Platz beim Weltcupfinal in Falun und erreichte abschliessend den 27. Platz im Gesamtweltcup. Im März 2018 wurde sie Schweizer Meisterin im Sprint.
In der Saison 2018/19 belegte Fähndrich den 45. Platz beim Lillehammer Triple und den 26. Rang beim Weltcupfinal in Québec. Zudem kam sie im Weltcupeinzel fünfmal unter die ersten Zehn und erreichte in Cogne mit dem zweiten Platz über 10 km klassisch ihre erste Podestplatzierung im Weltcup. Ihr bestes Ergebnis bei den nordischen Skiweltmeisterschaften 2019 in Seefeld in Tirol war der fünfte Platz über 10 km klassisch. Die Saison beendete sie auf dem 19. Platz im Gesamtweltcup und auf dem zehnten Rang im Sprintweltcup. Bei den Schweizer Meisterschaften 2019 in Engelberg holte sie die Silbermedaille in der Verfolgung und jeweils die Goldmedaille im Sprint, über 5 km Freistil, im 30-km-Massenstartrennen und im Teamsprint. Nach Platz 24 beim Ruka Triple zu Beginn der Saison 2019/20 wurde sie zusammen mit Laurien van der Graaff in Planica Dritte und in Dresden Zweite im Teamsprint. Bei der Skitour, die sie auf dem 20. Platz beendete, errang sie im Sprint in Trondheim den dritten Platz. Zum Saisonende kam sie in Drammen auf den zweiten Platz im Sprint und belegte den 20. Platz im Gesamtweltcup und den siebten Rang im Sprintweltcup. Zu Beginn der Saison 2020/21 belegte sie den 24. Platz beim Ruka Triple und siegte im Sprint beim Alpencup in Ulrichen. Es folgten in Dresden im Sprint und im Teamsprint ihre ersten Weltcupsiege, und bei der Tour de Ski 2021 errang sie mit zwei Top-Zehn-Ergebnissen den 11. Gesamtrang. Im Februar 2021 wurde sie in Ulricehamn  Dritte im Teamsprint und gewann bei den Nordischen Skiweltmeisterschaften in Oberstdorf die Silbermedaille zusammen mit Laurien van der Graaff im Teamsprint. Zum Saisonende belegte sie im Engadin den 19. Platz im 10-km-Massenstartrennen und den zehnten Rang in der Verfolgung und erreichte damit abschliessend den zehnten Platz im Gesamtweltcup und den zweiten Rang im Sprintweltcup. In der Saison 2021/22 kam sie sechsmal unter die ersten Zehn, darunter Platz zwei im Sprint in Davos, und errang damit den 13. Platz im Gesamtweltcup und den fünften Rang im Sprintweltcup. Zudem lief sie bei der Tour de Ski 2021/22 auf den 18. Platz. Beim Saisonhöhepunkt, den Olympischen Winterspielen in Peking, belegte sie den 22. Platz über 10 km klassisch, jeweils den siebten Rang im Teamsprint und mit der Staffel sowie den fünften Platz im Sprint. Bei den Schweizer Meisterschaften 2022 in Zweisimmen triumphierte sie über 5 km klassisch, im Skiathlon und im 30-km-Massenstartrennen. Im Sprintrennen und mit der Staffel wurde sie jeweils Zweite.

## Teilnahmen an Weltmeisterschaften und Olympischen Winterspielen

### Olympische Spiele
- 2018 Pyeongchang: 4. Platz Teamsprint Freistil, 7. Platz Staffel, 20. Platz Sprint klassisch, 27. Platz 15 km Skiathlon
- 2022 Peking: 5. Platz Sprint Freistil, 7. Platz Teamsprint klassisch, 7. Platz Staffel, 22. Platz 10 km klassisch

### Nordische Skiweltmeisterschaften
- 2017 Lahti: 7. Platz Staffel, 7. Platz Teamsprint klassisch, 25. Platz 10 km klassisch, 25. Platz Sprint Freistil
- 2019 Seefeld in Tirol: 5. Platz 10 km klassisch, 7. Platz Sprint Freistil, 8. Platz Teamsprint klassisch, 10. Platz Staffel
- 2021 Oberstdorf: 2. Platz Teamsprint Freistil, 7. Platz Staffel, 33. Platz Sprint klassisch, 38. Platz 30 km klassisch Massenstart
- 2023 Planica: 5. Platz Teamsprint Freistil, 8. Platz 10 km Freistil, 9. Platz Sprint klassisch, 10. Platz Staffel, 14. Platz 30 km klassisch Massenstart
- 2025 Trondheim: 3. Platz Sprint Freistil, 3. Platz Teamsprint klassisch, 5. Platz Staffel, 14. Platz 20 km Skiathlon

## Erfolge

### Siege bei Weltcuprennen

#### Weltcupsiege im Einzel
| Nr. | Datum             | Ort         | Disziplin               |
| --- | ----------------- | ----------- | ----------------------- |
| 1.  | 19. Dezember 2020 | Dresden     | 1,3 km Sprint Freistil  |
| 2.  | 9. Dezember 2022  | Beitostølen | 1,3 km Sprint klassisch |
| 3.  | 17. Dezember 2022 | Davos       | 1,5 km Sprint Freistil  |
| 4.  | 19. März 2025     | Tallinn     | 1,4 km Sprint Freistil  |

#### Etappensiege bei Weltcuprennen
| Nr. | Datum             | Ort           | Disziplin               | Rennen              |
| --- | ----------------- | ------------- | ----------------------- | ------------------- |
| 1.  | 31. Dezember 2022 | Val Müstair   | 1,5 km Sprint Freistil  | Tour de Ski 2022/23 |
| 2.  | 3. Januar 2025    | Val di Fiemme | 1,2 km Sprint klassisch | Tour de Ski 2024/25 |

#### Weltcupsiege im Team
| Nr. | Datum             | Ort     | Disziplin                        |
| --- | ----------------- | ------- | -------------------------------- |
| 1.  | 20. Dezember 2020 | Dresden | 6 × 1,3 km Teamsprint Freistil 1 |

### Siege bei Continental-Cup-Rennen
| Nr. | Datum            | Ort      | Disziplin                   | Serie    |
| --- | ---------------- | -------- | --------------------------- | -------- |
| 1.  | 11. März 2016    | Toblach  | 2,5 km Prolog Freistil      | Alpencup |
| 2.  | 13. März 2016    | Toblach  | 10 km Verfolgung Freistil 1 | Alpencup |
| 3.  | 5. Dezember 2020 | Ulrichen | Sprint Freistil             | Alpencup |

### Siege bei Worldloppet-Cup-Rennen
| Nr. | Datum         | Ort            | Rennen              | Disziplin                  |
| --- | ------------- | -------------- | ------------------- | -------------------------- |
| 1.  | 11. März 2018 | Maloja–S-chanf | Engadin Skimarathon | 42 km Freistil Massenstart |

## Platzierungen im Weltcup

### Weltcup-Statistik
Die Tabelle zeigt die erreichten Platzierungen im Einzelnen.
- 1.–3. Platz: Anzahl der Podiumsplatzierungen
- Top 10: Anzahl der Platzierungen unter den ersten zehn
- Punkteränge: Anzahl der Platzierungen innerhalb der Punkteränge
- Starts: Anzahl gelaufener Rennen in der jeweiligen Disziplin
- Hinweis: Bei den Distanzrennen erfolgt die Einordnung gemäss FIS.

| Platzierung               | Distanzrennen a | Distanzrennen a | Distanzrennen a | Distanzrennen a | Distanzrennen a | Skiathlon Verfolgung | Sprint | Etappen- rennen b | Gesamt | Team   | Team    |
| Platzierung               | ≤ 5 km          | ≤ 10 km         | ≤ 15 km         | ≤ 30 km         | > 30 km         | Skiathlon Verfolgung | Sprint | Etappen- rennen b | Gesamt | Sprint | Staffel |
| ------------------------- | --------------- | --------------- | --------------- | --------------- | --------------- | -------------------- | ------ | ----------------- | ------ | ------ | ------- |
| 1. Platz                  |                 |                 |                 |                 |                 |                      | 6      |                   | 6      | 1      |         |
| 2. Platz                  |                 | 1               |                 |                 |                 |                      | 4      |                   | 5      | 1      |         |
| 3. Platz                  |                 |                 |                 | 1               |                 |                      | 4      |                   | 5      | 4      | 1       |
| Top 10                    | 1               | 3               |                 | 3               |                 | 3                    | 48     |                   | 58     | 10     | 4       |
| Punkteränge               | 1               | 43              | 3               | 12              | 1               | 23                   | 84     | 11                | 178    | 12     | 5       |
| Starts                    | 2               | 53              | 4               | 14              | 2               | 29                   | 88     | 14                | 206    | 12     | 5       |
| Stand: Saisonende 2024/25 |                 |                 |                 |                 |                 |                      |        |                   |        |        |         |

### Weltcup-Gesamtplatzierungen
| Saison  | Gesamt | Gesamt | Distanz | Distanz | Sprint | Sprint |
| Saison  | Punkte | Platz  | Punkte  | Platz   | Punkte | Platz  |
| ------- | ------ | ------ | ------- | ------- | ------ | ------ |
| 2015/16 | 44     | 58.    | -       | -       | 44     | 37.    |
| 2016/17 | 172    | 35.    | 60      | 42.     | 110    | 21.    |
| 2017/18 | 245    | 27.    | 85      | 31.     | 106    | 21.    |
| 2018/19 | 389    | 19.    | 134     | 25.     | 245    | 10.    |
| 2019/20 | 446    | 20.    | 81      | 32.     | 318    | 7.     |
| 2020/21 | 597    | 10.    | 191     | 17.     | 296    | 2.     |
| 2021/22 | 497    | 13.    | 116     | 21.     | 329    | 5.     |
| 2022/23 | 1414   | 5.     | 363     | 22.     | 937    | 2.     |
| 2023/24 | 991    | 18.    | 330     | 30.     | 661    | 9.     |
| 2024/25 | 1162   | 11.    | 328     | 29.     | 732    | 2.     |